# 花蕊夫人 (后蜀)
花蕊夫人（？—976年），是后蜀后主孟昶的宠妃，姿色美豔，封慧妃，青城（今成都都江堰市东南）人，徐氏（亦有費氏一說）。花蕊夫人是五代十国时著名的诗人，《全唐诗》中将其诗归为孟昶妃所著。

## 生平
花蕊夫人由其父徐國璋獻給孟昶為妃，成為孟昶在原寵妃張太華去世之後最宠爱的妃子，相传其最爱芙蓉花和牡丹花，于是孟昶命官民在后蜀都城成都大量种植芙蓉、牡丹，并说：“洛阳牡丹甲天下，今后必使成都牡丹甲洛阳”，因此成都又有“芙蓉城”的别称。“花不足以擬其色”因此号花蕊夫人。又因她非常聪慧，能诗善文，冊封為慧妃。
孟昶後來沈迷於酒色，以致國事日非，後蜀廣政三十年（965年）孟昶投降趙宋，花蕊夫人在亡國之後，悲憤地寫下《述国亡诗》：「君王城上豎降旗，妾在深宮哪得知，十四萬人齊解甲，更無一個是男兒。」此诗甚受宋太祖趙匡胤賞識。
傳說花蕊夫人後來成為趙匡胤之妃，因懷念孟昶，畫孟昶挾弓射獵的畫像，奉祀在室內。趙匡胤見到畫像，問她是誰，花蕊夫人詭稱：「所掛張仙（一說灌口二郎神），送子之神，蜀人皆知。」宋太祖才未追究。這個說法後來從宮中傳到民間，至今不衰。《十國春秋》也有提到，但無記載成為趙匡胤之妃之事。
據說花蕊夫人在一次打獵時，被趙光義一箭射死，死因成謎。該傳說被清代编撰的《十國春秋》斥為無稽。

## 相关作品

### 潮劇
| 演員 | 劇名         |
| 陳潔 | 戏剧《若蕖》 |

### 京剧
| 演員   | 劇名             |
| 尚小云 | 戏剧《花蕊夫人》 |

### 电视剧
| 劇名                 | 演員 | 角色                        |
| 《碧血青天珍珠旗》   | 南紅 | 花蕊夫人                    |
| 《問君能有幾多愁》   | 劉濤 | 周娥皇（大周后）／ 花蕊夫人 |
| 《大宋傳奇之赵匡胤》 | 殷桃 | 王月虹／花蕊夫人            |